# Chip Kelly
Charles Edward Kelly (Dover, New Hampshire, 1963. november 25. –) amerikai amerikaifutball-játékos és -edző, 2024-től az Ohio State Buckeyes támadókoordinátora. 2009 és 2012 között az Oregon Ducks, 2013 és 2015 között a Philadelphia Eagles, 2016-ban pedig a San Francisco 49ers vezetőedzője volt. 2018-ban a UCLA Bruins edzőjeként hat szezonra visszatért az egyetemi vezetőedzői pályafutáshoz.

## Tanulmányai
A Manchester Central High Schoolban érettségizett, alapdiplomáját a New Hampshire-i Egyetemen szerezte testnevelőtanár szakon. A középiskolában quarterbackként, az egyetemen defensive backként játszott. Egykor jégkorongozott és kosárlabdázott is.

## Pályafutása

### Kezdetek
1990-ben és 1991-ben a Columbia Lions, 1992-ben a New Hampshire Wildcats, 1993-ban pedig a Johns Hopkins Blue Jays edzője volt. 1994 és 2006 között a New Hapshire Wildcatsnél töltött be különböző pozíciókat. 2005-ben a Gridiron Club of Greater Boston az év edzőjének, az American Football Monthly pedig „az egyik legjóképűbb edzőnek” választotta.
Kellyt, Dan Mullent, Gary Crowtont és Ryan Day erős kötődésük miatt a New Hampshire-maffiának becézik.

### Oregon Ducks
2007 és 2012 közötti pályafutása alatt az Oregon Ducks négy Bowl Championship Seriesen (2010, 2011, 2012 és 2013) vett részt; 2009 és 2011 között háromszor voltak konferenciabajnokok, 2012-ben pedig divíziónyertesek lettek. Kelly karrierjének legjelentősebb pontja, hogy a csapat legnagyobb riválisai (Oregon State Beavers és Washington Huskies) ellen egyszer sem kapott ki.

#### Támadókoordinátorként
2007 februárjában a Ducks támadókoordinátora lett; taktikái gyors sikereket hoztak.
Első szezonjában a csapat az iskola és a konferencia támadórekordjait is megdöntötte. Érkezése előtt Dennis Dixon quarterback sikertelen volt, azonban Kelly alatt a konferencia az év támadójátékosává választotta és jelölték a Heisman-trófeára.
2008-ban a csapat saját előző évi támadórekordjait is megdöntötte.

#### Vezetőedzőként
2009. március 31-én bejelentették, hogy Mike Bellottit előléptetik atlétikai igazgatóvá, utódja pedig Kelly lesz.

##### 2009
Első szezonjában a csapat országos hírnevet szerzett, amikor október 31-én legyőzték a USC Trojanst. Kelly a konferencia első vezetőedzője, aki legelső szezonjában bajnokságot nyert; a Ducks 1995 óta először kijutott a Rose Bowlra, ahol kikaptak az Ohio State Buckeyes ellen. December 7-én Rich Brooks mellett Kelly lett a Ducks második edzője, akit a konferencia az év edzőjének választott.

##### 2010
A szezon kezdete előtt Kelly Jeremiah Masolit betörés vádja miatt felfüggesztette, később marihuánafogyasztás és közlekedési kihágások miatt pedig kirúgta.
Október elején a rangsorokban az első helyen álltak, majd december 4-én 37–20-ra legyőzték az Oregon State Beaverst, ezzel másodszorra lettek konferenciagyőztesek. 2011. január 10-én a BCS bajnokságon 22–19-re vesztettek az Auburn Tigers ellen.

##### 2011
A Cowboys Kickoff Classicen 40–27-re kikaptak az LSU Tigers ellen, azonban a következő kilenc játékot megnyerték. A Stanford Cardinal ellen 53–30-ra győztek. A BCS bajnokságon egy időtúllépés miatt érvénytelen gól miatt 38–35-re vesztettek a USC Trojans ellen.
A konferenciabajnokságon nyertek a UCLA Bruins ellen, majd a Rose Bowlon 45–38-ra legyőzték a Wisconsin Badgerst.
Végső eredményük 12–2, rangsorban elfoglalt helyük 4. volt.

##### 2012
A 2012-es szezon elején LaMichael James, a csapat legjobb támadójátékosa és Darron Thomas quarterback is az NFL-be távozott.
Marcus Mariota quarterback és Kenjon Barner tailback vezetésével tíz játékot megnyertek, majd november 14-én a Stanford Cardinal ellen 17–14-re kikaptak. A 2013-as Fiesta Bowlon 35–17-re nyertek a Kansas State Wildcats ellen; ez volt egymásután a negyedik bowlgyőzelmük.
12–1-es eredményükkel a rangsorok második helyére kerültek, ezzel egymásután a harmadik évben voltak a legjobb öt között.

##### NCAA-szankciók
2013. április 16-án a The Oregonian közzétette, hogy a Kelly regnálása alatti kihágások miatt kirótt szankciókra válaszul az egyesület amerikaifutball-csapatát két évre felfüggesztenék. Június 26-án az NCAA vizsgálóbizottsága a toborzásnál talált visszaélések miatt csapatot három évre felfüggesztette és csökkentették ösztöndíjaikat. Kellyt 18 hónapra függesztették fel, ami miatt más NCAA-csapathoz sem vették volna fel. A következő négy évet az NFL-ben töltötte.

##### NFL-interjúk
2006-ban Tom Coughlin szerette volna a New York Giantshoz csábítani minőségellenőrként, de Kelly inkább az Oregon Ducks ajánlatát fogadta el. 2009 tavaszán Jon Grudennel stratégiákat és fejlődési állomásokat beszéltek meg, 2010-ben pedig a Seattle Seahawks edzésére látogatott.
2012 januárjában a Tampa Bay Buccaneers felvette volna vezetőedzőnek, de ő inkább a Ducksnál maradt.
A 2012-es rájátszások során Bill Belichickkel, a New England Patriots vezetőedzőjével támadótaktikáikat beszélték meg. John Canzano, a The Oregonian szerzője szerint Kelly a megüresedő vezetőedzői pozícióra várt.
2013 januárjában több NFL-beli csapat (Buffalo Bills, Cleveland Browns és Philadelphia Eagles) is érdeklődött iránta. A Browns hétórás, majd az Eagles kilencórás interjúját követően úgy döntött, hogy egyelőre a Ducksnál marad, de egy héttel később elfogadta az Eagles ajánlatát.

### Philadelphia Eagles
2013. január 26-án a Philadelphia Eagles vezetőedzője lett. Ugyan a toborzásért hivatalosan Howie Roseman vezérigazgató felelt, a végső szó Kellyé volt.
Az előző évben 4–12-es eredményű csapat Kelly első szezonjában 10–6-os eredményt ért el és megnyerte az NFC keleti divíziójának bajnokságát. Második szezonjában azonos eredményt értek el, de ekkor nem jutottak tovább.
2015. január 2-án Jeffrey Lurie, a csapat tulajdonosa bejelentette, hogy teljes egészében Kelly fog felelni a csapatnévsorért, Rosemant pedig műveleti igazgatóhelyettessé lépteti elő. Az ezt követő játékoscserék miatt a szurkolóktól negatív kritikákat kapott, viszont ő igazolta le DeMarco Murray running backet. December 29-én, a szezon utolsó mérkőzése előtt kirúgták.

### San Francisco 49ers
2016. január 14-én a San Francisco 49ers vezetőedzője lett; három szezon alatt ő volt a harmadik edző. Első játékán a Los Angeles Ramst 28–0-ra legyőzték, azonban a következő tíz mérkőzést elveszítették, így többek Kelly és Trent Baalke vezérigazgató menesztését gyanították, november végén pedig azt sejtették, hogy Kelly visszatér a Duckshoz.
December 24-én nyertek a Rams ellen, 2017. január 1-jén, a szezon utolsó mérkőzésén pedig vesztettek a Seattle Seahawks ellen. Végső eredményük 2–14 lett; a szezont követően Kellyt és Baalkét is kirúgták.

### ESPN
2017. május 26-án az ESPN egyetemifutball-elemzője lett.

### UCLA Bruins
Ugyan a Florida Gators is interjúztatta, 2017. november 25-én a UCLA Bruins vezetőedzője lett. 1943 óta a 2018-as volt legrosszabb szezonjuk, eredményük 0–5 lett. Később legyőzték a USC Trojanst, végeredményük 3–9 lett. A következő szezont 0–3-as eredménnyel kezdték, de később a Washington State Cougars ellen 67–63-mal nyertek.
Három vesztes szezont követően 2021-ben eredményük 8–4 volt. 2013 óta először a 2022-es szezont 5–0-s eredménnyel kezdték, és kijutottak a Sun Bowlra, ahol 37–35-re kikaptak a Pittsburgh Pantherstől. A rangsorokban a 21. helyre kerültek. A szezont követően Kelly szerződését 2027-ig meghosszabbították, az évben 5,77 millió USD fizetést kapott. 2023-ban az LA Bowlon legyőzték a Boise State Broncost.
Kelly 2024. február 9-én felmondott. Eredménye a UCLA-nél 35–34 volt, bowlmérkőzést egyszer nyertek. Több NFL-beli csapat koordinátori interjúján is részt vett. Felmondása idején a csapatok többségének edzői pozíciói beteltek, a UCLA pedig hamarosan megkezdte tavaszi felkészülését.

### Ohio State Buckeyes
2024-ben Bill O’Brien utódja lett. A Buckeyesnál újra együtt dolgozik egykori helyettesével, Ryan Dayjel.

## Magánélete
Magánéletéről soha nem beszél. Ő Los Angelesben, barátai a New Hampshire-beli Manchesterben élnek, akik az interjúkban semmit nem mondanak róla. Ted Miller, az ESPN szerzője vicces és furcsa személyként jellemzi.
Házastársa 1992 és 1999 között Jennifer Jenkins volt.
2009-ben a Boise State Broncos elleni vesztes mérkőzésen LeGarrette Blount quarterback a Broncos játékosát annak gúnyolódására válaszul pofon ütötte. Egy néző Kellytől a jegyár visszatérítését követelte, amire ő 439 dolláros csekket írt. A szurkoló ezt nem váltotta ki, hanem másolatát bekereteztette, az eredeti mellé pedig egy Kellynek írt köszönőlevelet mellékelt.

## Díjai és kitüntetései
- 2009 Pacific-10 Év edzője[12]
- 2010 Pacific-10 Év edzője[16][71]
- 2010 Associated Press Év edzője[72]
- 2010 Eddie Robinson Év edzője[16]
- 2010 Walter Camp Év edzője[16]
- 2010 Sporting News Év edzője
- 2010 AFCA Év edzője
- 2013 Maxwell Club Év edzője[73]

## Eredményei vezetőedzőként

### Egyetemi
| Év | Eredmény                                    | Eredmény                                    | Helyezés                                    | Továbbjutás                                 | Rangsor                                     | Rangsor                                     |
| Év | Összesített                                 | Konferencia                                 | Helyezés                                    | Továbbjutás                                 | Coaches                                     | AP                                          |
| Oregon Ducks (Pacific-10/Pac-12 Conference)                                                                         | Oregon Ducks (Pacific-10/Pac-12 Conference) | Oregon Ducks (Pacific-10/Pac-12 Conference) | Oregon Ducks (Pacific-10/Pac-12 Conference) | Oregon Ducks (Pacific-10/Pac-12 Conference) | Oregon Ducks (Pacific-10/Pac-12 Conference) | Oregon Ducks (Pacific-10/Pac-12 Conference) |
| --- | ------------------------------------------- | ------------------------------------------- | ------------------------------------------- | ------------------------------------------- | ------------------------------------------- | ------------------------------------------- |
| 2009 | 10–3                                        | 8–1                                         | 1.                                          | Rose Bowl†                                  | 11                                          | 11                                          |
| 2010 | 12–1                                        | 9–0                                         | 1.                                          | BCS bajnokság†                              | 3                                           | 3                                           |
| 2011 | 12–2                                        | 8–1                                         | T–1.                                        | Rose Bowl†                                  | 4                                           | 4                                           |
| 2012 | 12–1                                        | 8–1                                         | T–1.                                        | Fiesta Bowl†                                | 2                                           | 2                                           |
| Eredmény: | 46–7                                        | 33–3                                        | –                                           | –                                           | –                                           | –                                           |
| UCLA Bruins (Pac-12 Conference)                                                                                     |                                             |                                             |                                             |                                             |                                             |                                             |
| 2018 | 3–9                                         | 3–6                                         | 5.                                          | –                                           | –                                           | –                                           |
| 2019 | 4–8                                         | 4–5                                         | T–3.                                        | –                                           | –                                           | –                                           |
| 2020 | 3–4                                         | 3–4                                         | 5.                                          | –                                           | –                                           | –                                           |
| 2021 | 8–4                                         | 6–3                                         | T–2.                                        | Holiday Bowl                                | –                                           | –                                           |
| 2022 | 9–4                                         | 6–3                                         | T–5.                                        | Sun Bowl                                    | 21                                          | 21                                          |
| 2023 | 8–5                                         | 4–5                                         | T–7.                                        | LA Bowl                                     | –                                           | –                                           |
| Eredmény: | 35–34                                       | 26–26                                       | –                                           | –                                           | –                                           | –                                           |
| Összesen: | 81–41                                       | –                                           | –                                           | –                                           | –                                           | –                                           |
| Jelmagyarázat: Konferenciabajnok Konferenciadivízió-bajnok vagy bajnoki mérkőzés † A College Football Playoff része |                                             |                                             |                                             |                                             |                                             |                                             |

### NFL
| Csapat              | Év        | Szezon | Szezon | Szezon | Szezon        | Rájátszás | Rájátszás |
| Csapat              | Év        | GY     | V      | %      | Helyezés      | GY        | V         |
| ------------------- | --------- | ------ | ------ | ------ | ------------- | --------- | --------- |
| Philadelphia Eagles | 2013      | 10     | 6      | .625   | 1. (NFC East) | 0         | 1         |
| Philadelphia Eagles | 2014      | 10     | 6      | .625   | 2. (NFC East) | –         | –         |
| Philadelphia Eagles | 2015      | 6      | 9      | .400   | kirúgva       | –         | –         |
| Eredmény:           | Eredmény: | 26     | 21     | .553   | –             | 0         | 1         |
| San Francisco 49ers | 2016      | 2      | 14     | .125   | 4. (NFC West) | –         | –         |
| Eredmény:           | Eredmény: | 2      | 14     | .125   | –             | 0         | 0         |
| Összesen:           | Összesen: | 28     | 35     | .452   | –             | 0         | 1         |

## Fordítás
- Ez a szócikk részben vagy egészben  a   Chip Kelly című angol Wikipédia-szócikk ezen változatának fordításán alapul.  Az eredeti cikk szerkesztőit annak laptörténete sorolja fel. Ez a jelzés csupán a megfogalmazás eredetét és a szerzői jogokat jelzi, nem szolgál a cikkben szereplő információk forrásmegjelöléseként.